# Castillon-de-Castets
Castillon-de-Castets is een plaats en voormalige gemeente in het Franse departement Gironde (regio Nouvelle-Aquitaine) en telt 221 inwoners (2004). De plaats maakt deel uit van het arrondissement Langon. Castillon-de-Castets is op 1 januari 2017 gefuseerd met de gemeente Castets-en-Dorthe tot de gemeente Castets et Castillon. 

## Geografie
De oppervlakte van Castillon-de-Castets bedraagt 4,5 km², de bevolkingsdichtheid is 49,1 inwoners per km².
De onderstaande kaart toont de ligging van Castillon-de-Castets met de belangrijkste infrastructuur en aangrenzende gemeenten.

## Demografie
Onderstaande figuur toont het verloop van het inwonertal (bron: INSEE-tellingen).